# Мосальский, Фёдор Иванович
Не путать с князем Мосальский Фёдор Иванович (воевода)
Князь Фёдор Иванович Мосальский (пол. Fedor Iwanowicz Massalski; ум. 19 декабря 1617) — маршалок гродненский (1595—1603).
Из литовской ветви княжеского рода Мосальские. Сын князя Ивана Фёдоровича Мосальского. Имел брата князя Льва Ивановича (ум. до 1605) и сестру княжну Ганну Ивановну.

## Биография
В 1574 году основал Наревский Воскресенский православный монастырь (сохранилась лишь церковь Воздвижения Креста) и поручает его под наблюдение Свято-Духова монастыря в Вильне. В этом же году упомянут гродненским маршалом.
В 1580-1581 годах являлся сборщиком податей и пошлин в Гродненском повете.
В 1584 году назначается комиссаром со стороны князя Острожского по делу о размежевании Беловежской пущи.
На 1585 год числился владельцем имения Олекшицы, купленного у родного брата князя Льва Ивановича. 
В 1586 году являлся послом (депутатом) в сейме по случаю избрания королём Сигизмунда III. 
В 1588 году продаёт своему брату князь Льву Ивановичу приобретённое покупкой своё имение Волочковское в Волковысском повете.
В 1594 году получает 20 влок земли в лестничестве Немоноитском, а в 1595 году за внесение им в государственную ссуду 800 копеек получает право "заставного" владения частью имения Берестовицы.
С ноября 1595 по сентябрь 1603 года служил маршалком гродненским. 
В 1604 году получил часть имения Берестовицы в Гродненском повете и половину православной церкви.
В 1611 и 1613 годах упоминается в актах по поводу недоразумений с границами королевской пущи. 
Умер в 1617 году.

## Семья
Был женат с 1571 года  на Богдане (Феодате) Андреевне (Богдановне) Лукомской, дочери князя Андрея Андреевича Лукомского, которой записывает своё имение Ходаков и 10.000 копеек грошей на Олекшицах.
Их дети:
- Князь Мосальский Александр Фёдорович (ум. 1614) — в 1584 году находился в составе посольства Льва Сапеги ездившего в Москву, в 1606 году был в составе посольства Сигизмунда к Лжедмитрию I, в 1613 году депутат Главного литовского трибунала. Женат на Еве Курцевичовне Булыжанке, которой записал на наследованном им от отца имение Олекшины и 1500 злотых.
- Князь Мосальский Андрей Фёдорович (ум. 1651) — в 1618 году маршалок гродненский, каштелян брестский, воевода минский и брестский
- Князь Мосальский Григорий Фёдорович (ум. 1641) — подкоморий гродненский
- Княжна Софья Фёдоровна — в 1617 году замужем за Скиндером. В 1620 году судится с Михаловским за учиненный разбой.
- Княжна Марина Фёдоровна — в 1617 году замужем за Юндзилом.